# Irán Eory
Irán Eory (ایران اِئوری, Elvira Teresa Eory Sidi; Teheran, Iran, 21. listopada 1937. — 11. ožujka 2002., Mexico City, Meksiko) bila je iransko-meksička glumica koja je glumila u filmovima i telenovelama.

## Biografija
Eory je rođena 21. listopada 1937. u Teheranu, Iran. Njezin je otac bio Austrijanac, a majka Turkinja židovskog podrijetla. Po državi u kojoj je rođena uzela si je ime Irán (španjolski način pisanja imena države Iran).
Odgojena je u Španjolskoj, gdje je naučila španjolski, a bila je i na natjecanju u ljepoti u Monaku. Poslije se preselila u Meksiko.
Umrla je u Mexico Cityju 11. ožujka 2002. Pokopana je na groblju Panteón de Las Lomas.

## Filmografija
Irán je glumila u mnogim filmovima i telenovelama. Neki filmovi:
- Tres huchas para Oriente (1954.)
- Ensayo general para la muerte (1963.)
- Esa pícara pelirroja (1963.)
- Rogelia (1962.)
- Vuelve San Valentín (1962.)
- Sabían demasiado (1962.)
- Accidente 703 (1962.)
- Fray Escoba (1961.)

Neke telenovele:
- Aventuras en el tiempo (2001) - Violeta
- Por un beso (2000) - Carmen
- Za tvoju ljubav (1999) - Mama Paz
- Otimačica (1998) - Lourdes
- Gotita de amor (1998) - časna majka
- Sin ti (1997) - Mercedes
- Esmeralda (telenovela) (1997) - Sestra Piedad
- María la del Barrio (1995) - Victoria Montenegro de De la Vega
- Vuelo del águila, El (1994) - Agustina de Romero Rubio
- Prisionera de amor (1994) - Eloisa
- Entre la vida y la muerte (1993) - Aída
- Carrusel de las Américas (1992) - Doña Marcelina Rochild
- Pícara soñadora, La (1991) - Doña Marcelina Rochild

## Vanjske poveznice
- Irán Eory